# Забєлін Герман Олександрович
Герман Олександрович Забєлін (рос. Герман Александрович Забелин; нар. 16 квітня 1937, Іваново, РРФСР — пом. 11 листопада 1996, Іваново, Росія) — радянський футболіст та тренер, нападник. Майстер спорту СРСР.

## Кар'єра гравця
Вихованець івановського футболу. Виступав за ряд клубів радянського класу «А»: «Зеніт» (Ленінград), ЦСК МО, «Волга» (Горький), «Локомотив» (Москва).

## Тренерська діяльність
У 1972-1973 роках тренував «Будівельник» (Уфа). У 1977 році входив у тренерський штаб «Текстильника» (Іваново). У 1988 році обіймав посаду начальника команди «Волжанин» (Кінешма). Також працював тренером у московських футбольних школах «Трудові резерви» і «Ждановець».